# J1 Sviatopetrivske
Das J1 Sviatopetrivske (offiziell: Viccourt Cup) ist ein World-Junior-Tennisturnier in der Halle, das seit 2019 im Januar auf Hartplatz im ukrainischen Ort Swjatopetriwske in der Landratsgemeinde Bilohorodka in der Oblast Kiew von der International Tennis Federation ausgetragen wird. Es gehört der zweithöchsten Turnierkategorie G1 an.

## Geschichte
Das Turnier übernahm 2018 die Lizenz des Donetsk City Cup. 2020 wurde es in die Turnierserie der Kategorie G1 aufgenommen.

## Siegerliste

### Einzel
| Jahr              | Herren             | Damen               |
| ----------------- | ------------------ | ------------------- |
| ↓ Kategorie: G2 ↓ |                    |                     |
| 2019              | Illja Biloborodko  | Sara Ziodato        |
| ↓ Kategorie: G1 ↓ |                    |                     |
| 2020              | Leonardo Malgarodi | Julija Awdeewa      |
| 2021              | Mark Lajal         | Anastassija Gurjewa |

### Doppel
| Jahr              | Herren                            | Damen                             |
| ----------------- | --------------------------------- | --------------------------------- |
| ↓ Kategorie: G2 ↓ |                                   |                                   |
| 2019              | Jack Pinnington Jones Toby Samuel | Matilde Mariani Sara Ziodato      |
| ↓ Kategorie: G1 ↓ |                                   |                                   |
| 2020              | Mans Dahlberg Maks Kasnowski      | Julia Middendorf Nastasja Schunk  |
| 2021              | Matthew William Donald Mark Lajal | Natália Szabanin Sabina Seynalowa |